# Pierre Charles Silvestre de Villeneuve
Pierre Charles Silvestre de Villeneuve (Valensole, 1763. december 31. - Rennes, 1806. április 22.) francia altengernagy. A trafalgari tengeri ütközetben (1805) az egyesült francia-spanyol flottát vezette, ami alulmaradt a Horatio Nelson admirális parancsnoksága alatt álló brit királyi flottával szemben.

## A haditengerészeti karrierje
Villeneuve 1778-ban lépett be a francia haditengerészetbe.
Franciaország az amerikai gyarmatok szövetségese volt az amerikai függetlenségi háborúban. 1778-tól 1783-ig Villeneuve is részt vett ezekben a harcokban. A francia forradalom idején arisztokrata származása miatt elbocsátották a haditengerészettől. Robespierre bukása után sikerült visszatérnie a szolgálatba a francia földközi-tengeri flotta törzstisztjeként. 1796-ban előléptették és ellentengernagy lett. A francia flotta egyik részét vezette az angol flotta ellen a nílusi csatában Egyiptom partjainál 1798. augusztus 1-jén. Az angol flottát Horatio Nelson irányította. Hajóját csak visszavonulással sikerült megóvnia a pusztulástól.
A hazaút során a brit kézen levő Málta szigeténél fogságba esett, de hamarosan szabadon engedték.
1801-től 1804-ig a Rochefort-ban állomásozó hajóraj parancsnoka volt.
Louis-René Levassor de Latouche Tréville admirális halála után Denis Decrés, a haditengerészetért felelős miniszter javaslatára átvette a parancsnokságot a toulon-i egységek felett.

## Atrafalgari csataelőzményei
1805-ben Villeneuve, aki időközben altengernagy lett, utasítást kapott, hogy flottáját Toulonból a Karib-tengerre vezesse és ott a bresti francia hajórajjal találkozzon.
A szárazföldön francia fölény volt, de a tengeren a brit flotta volt az erősebb.
A Földközi-tenger és Európa partjai az Atlanti-óceán mentén angol ellenőrzés alatt voltak. A francia és spanyol kikötők blokád alatt álltak. Villeneuve 1805. március 29-én ki tudott törni a toulon-i kikötőből, amit Nelson zárt körbe a flottájával. Átszelte az Atlanti-óceánt és Martinique szigetén várt egy hónapot a bresti hajórajra, de az nem érkezett meg.
A cél az volt, hogy az angol flottát az európai tengerekről kiszorítsák és ezzel lehetővé tegyék a brit szigetek elleni francia inváziót. Villeneuve 1805 márciusában el tudta kerülni a brit flottát és értesülve annak nagyságáról úgy döntött, hogy Napóleon parancsával szembeszállva Cádiz kikötőjében keres menedéket.
Napóleon utasítására 1805. október 18-án a francia-spanyol flotta elhagyta Cádiz kikötőjét, hogy Itáliában segítse a francia inváziót. 1805. október 21-én harcba keveredett a Trafalgar-fok közelében a nála jóval kevesebb hajóból álló, Horatio Nelson admirális által vezetett brit flottával. A trafalgari csata a francia-spanyol flotta katasztrofális vereségével végződött, így Napóleon inváziós tervei meghiúsultak.

## A csata után

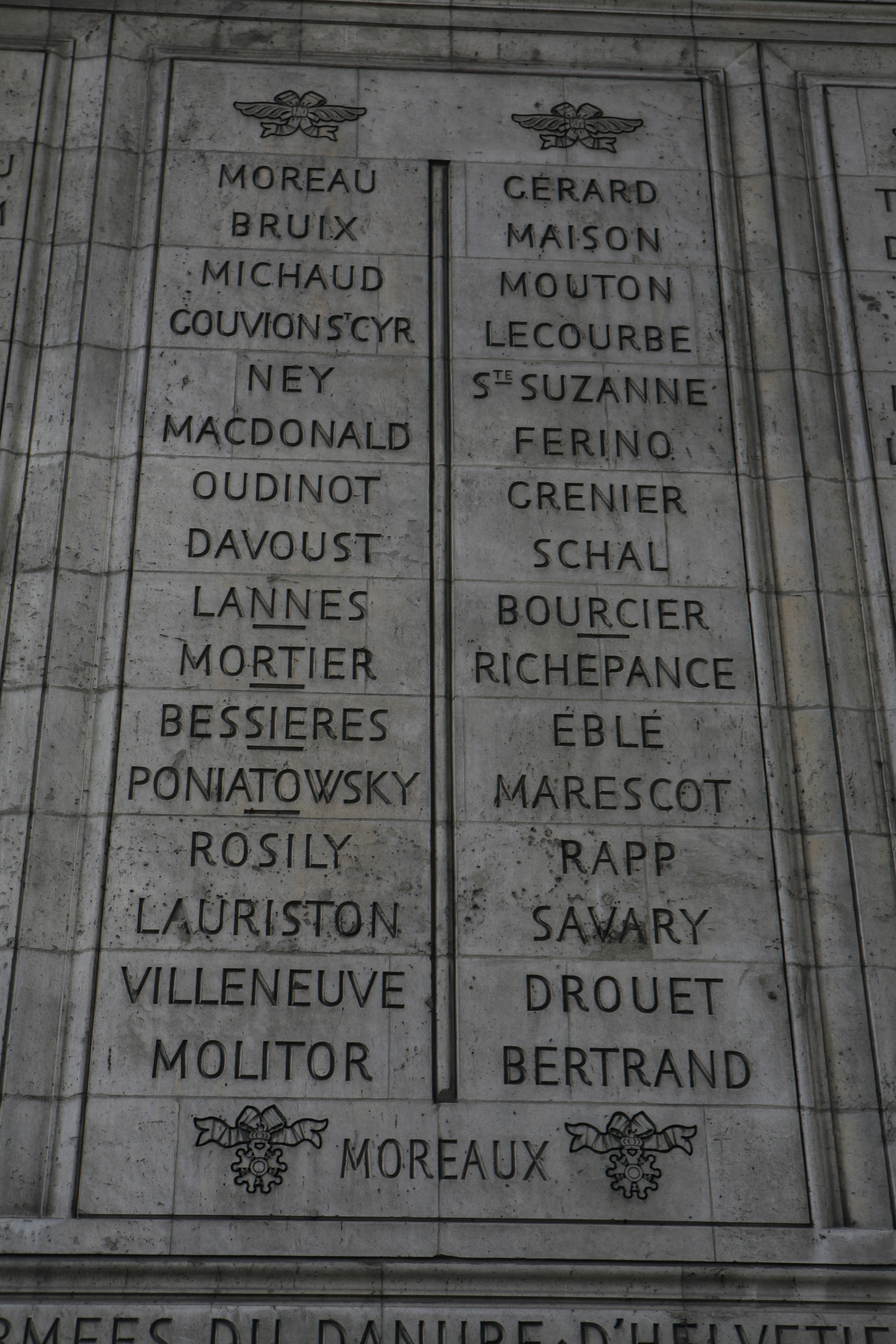
Villeneuve neve a Diadalív falán

Villeneuve brit hadifogságba került, de hamarosan elengedték és visszatért Franciaországba. 1806. április 22-én holtan találták több szúrással a testén Rennes-ben. A halál okát öngyilkosságban állapították meg, amit a vereség miatti csalódottságával és kétségbeesésével indokoltak

## Emléke
A nevét felvésték a párizsi Diadalívre.

## Fordítás
Ez a szócikk részben vagy egészben  a   Pierre de Villeneuve című német Wikipédia-szócikk ezen változatának fordításán alapul.  Az eredeti cikk szerkesztőit annak laptörténete sorolja fel. Ez a jelzés csupán a megfogalmazás eredetét és a szerzői jogokat jelzi, nem szolgál a cikkben szereplő információk forrásmegjelöléseként.